# Hans Minder
Hans Minder (Suiza, 28 de agosto de 1908-desconocida) fue un deportista suizo especialista en lucha libre olímpica donde llegó a ser medallista de bronce olímpico en Ámsterdam 1928.

## Carrera deportiva
En los Juegos Olímpicos de 1928 celebrados en Ámsterdam ganó la medalla de bronce en lucha libre olímpica estilo peso pluma, siendo superado por el estadounidense Allie Morrison (oro) y por el finlandés Kustaa Pihlajamäki (plata).